# Beekjuffers (familie)
De beekjuffers (Calopterygidae) vormen een familie van juffers (Zygoptera). In Europa worden vier soorten aangetroffen, waarvan twee in Nederland en België. De naam beekjuffers wordt ook gebruikt voor het enige geslacht (Calopteryx) uit deze familie dat in Europa voorkomt.

## Uiterlijke kenmerken
De beekjuffers zijn te onderscheiden van de overige juffers door de volgende kenmerken: hun achterlijf heeft een metaalglans (blauw bij mannetjes en groen tot brons bij vrouwtjes); ze hebben brede vleugels, die bij het mannetje geheel of gedeeltelijk donker blauwzwart gekleurd zijn. Met hun lengte tot 50 mm zijn het de grootste juffers.
In Nederland en België komen twee soorten voor, elders in Europa nog twee:
- Geslacht Calopteryx (Beekjuffers)
  - Calopteryx haemorrhoidalis – Koperen beekjuffer (Zuid-Europa)
  - Calopteryx splendens – Weidebeekjuffer
  - Calopteryx virgo – Bosbeekjuffer
  - Calopteryx xanthostoma – Iberische beekjuffer (Zuid-Europa)

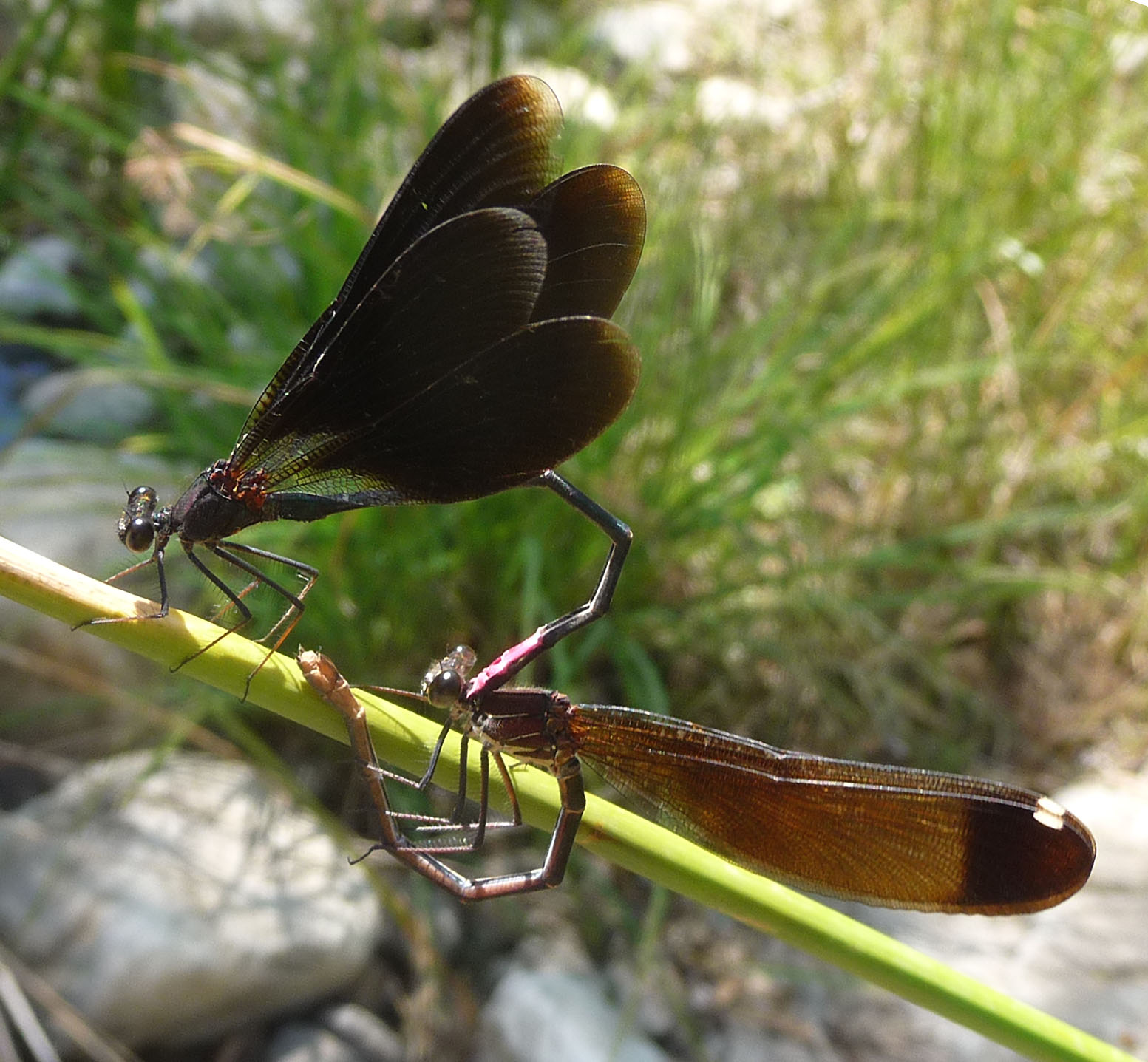
Calopteryx haemorrhoidalis
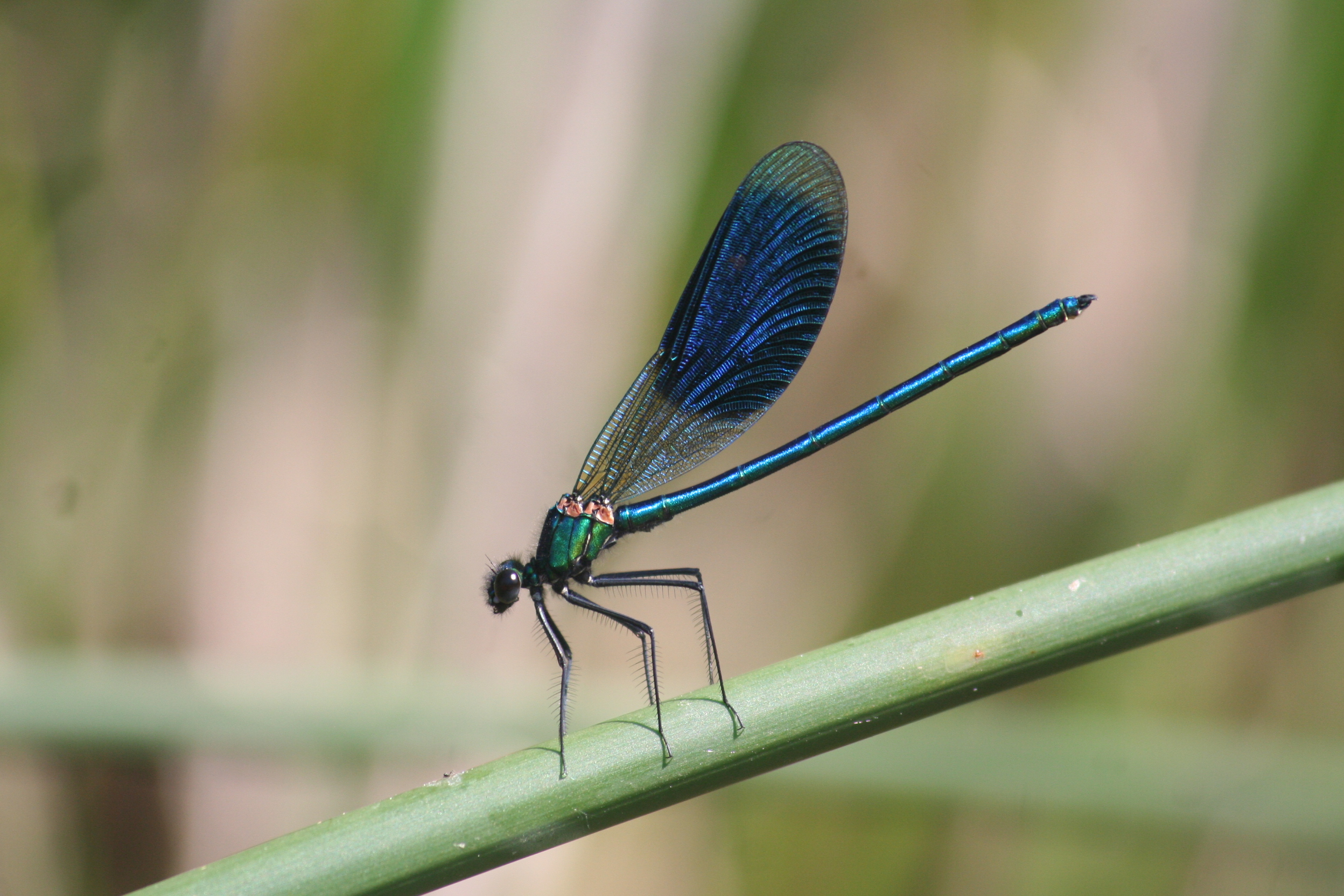
Calopteryx splendens
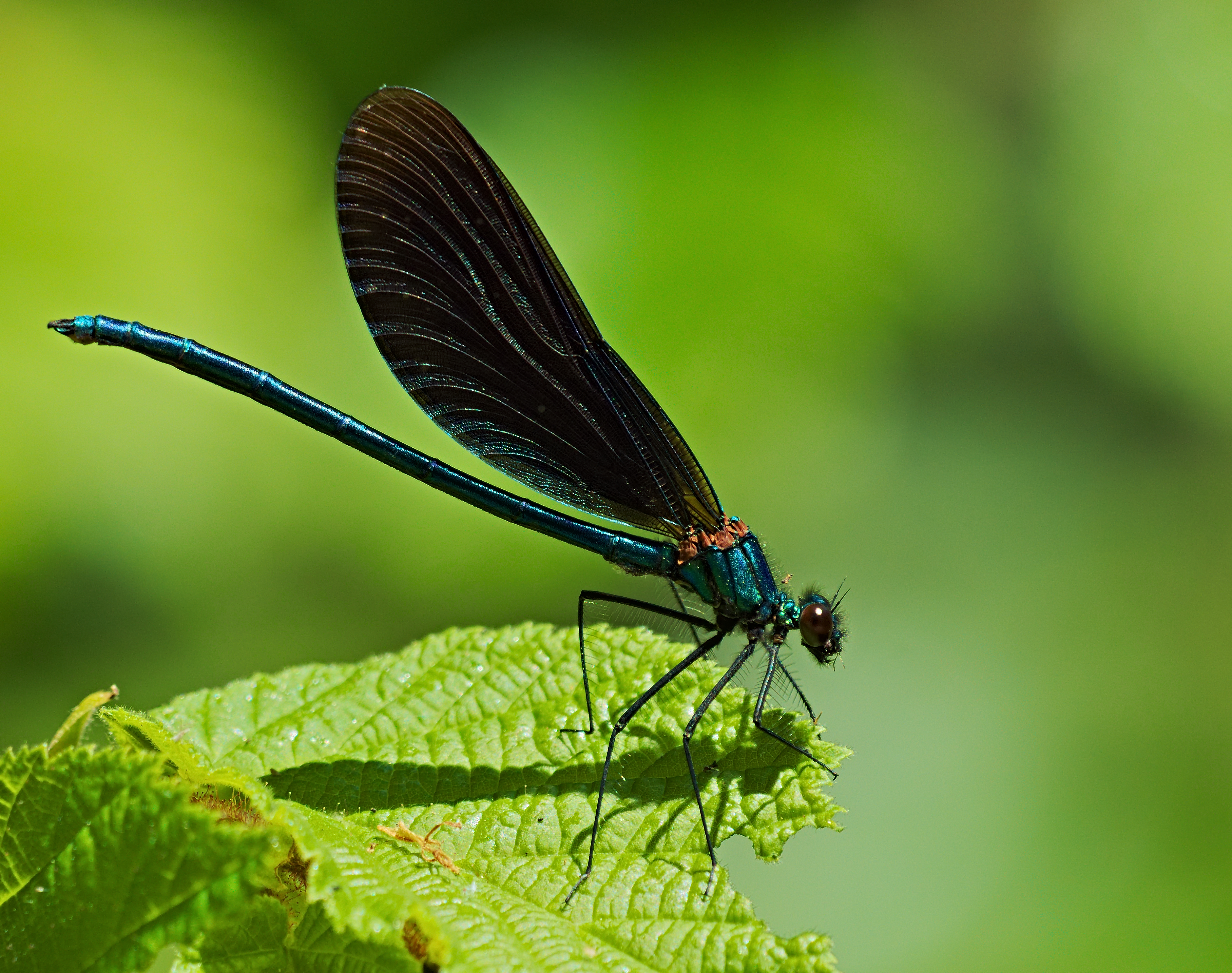
Calopteryx virgo

## Gedrag en voortplanting
Beekjuffers hebben een vlinderachtige vlucht, die vanwege de gekleurde vleugels vooral bij mannetjes opvalt. Imago's zijn vaak in de oevervegetatie van een beek te vinden, waar mannetjes op uitkijkposten zitten. Beekjuffers hebben als enige libellenfamilie complexe dreig- en baltsvluchten, waar soms meerdere dieren aan deelnemen. Dit is vaak een spectaculair gezicht. Soms laten baltsende mannetjes zich een stukje meedrijven op het wateroppervlak in een stroomversnelling. Het mannetje verdedigt een territorium, waarin het vrouwtje solitair de eitjes afzet, in waterplanten. Soms verdwijnt het vrouwtje bij de ei-afzet geheel onder water.

## Habitat
Beekjuffers zijn gespecialiseerd in stromend water. Een hoge zuurstofverzadiging van het water is belangrijk. De bosbeekjuffer is hierin kritischer dan de weidebeekjuffer. De larven leven tussen waterplanten en uitgespoelde boomwortels. Ze jagen op alle bewegende prooien die de gewenste afmeting hebben.  

## Taxonomie
De familie omvat de volgende geslachten:
- Archineura Kirby, 1894
- Atrocalopteryx Dumont, Vanfleteren, De Jonckheere & Weekers, 2005
- Bryoplathanon Garrison, 2006
- Caliphaea Hagen in Selys, 1859
- Calopteryx Leach, 1815
- Echo Selys, 1853
- Hetaerina Hagen in Selys, 1853
- Iridictyon Needham & Fisher, 1940
- Matrona Selys, 1853
- Matronoides Förster, 1897
- Mnais Selys, 1853
- Mnesarete Cowley, 1934
- Neurobasis Selys, 1853
- Noguchiphaea Asahina, 1976
- Ormenophlebia Garrison, 2006
- Phaon Selys, 1853
- Psolodesmus McLachlan, 1870
- Sapho Selys, 1853
- Umma Kirby, 1890
- Vestalaria May, 1935
- Vestalis Selys, 1853